# Antalis suteri
Antalis suteri är en blötdjursart som först beskrevs av Emerson 1954.  Antalis suteri ingår i släktet Antalis och familjen Dentaliidae. Inga underarter finns listade i Catalogue of Life.